# Högsby kommun
Högsby kommun er en kommune i Kalmar län i Sverige.

## Historie
I 1889 blev Högsby kommune delt, da Fågelfors blev skilt ud som en separat kommune. Ved kommunalreformen i 1952 blev Fågelfors og Högsby genforenet, og dannede sammen med Långemåla storkommunen Högsby. I 1969 kom Fagerhult til.

## Byområder
Der er otte byområder i Högsby kommun.
I tabellen vises byområderne i størrelsesorden pr. 31. december 2005. Hovedbyen er markeret med fed skrift.
| # | Byområde  | Befolkning |
| - | --------- | ---------- |
| 1 | Högsby    | 1.965      |
| 2 | Berga     | 785        |
| 3 | Ruda      | 608        |
| 4 | Fågelfors | 465        |
| 5 | Fagerhult | 235        |

57°10′00″N 16°02′00″Ø / 57.166666666667°N 16.033333333333°Ø